# Heo Jeong
Heo Jeong(em coreano : 허정, 8 de abril de 1896 - 18 de Setembro de 1988) foi um político e líder da resistência sul-coreano, que serviu como sexto primeiro ministro durante a Segunda República da Coreia do Sul e de presidente interino de seu país. Em 1960, foi primeiro ministro durante a Primeira República da Coreia do Sul.